# Kátov
Kátov (deutsch Katow, ungarisch Kátó) ist eine Gemeinde im westslowakischen Kraj Trnava.

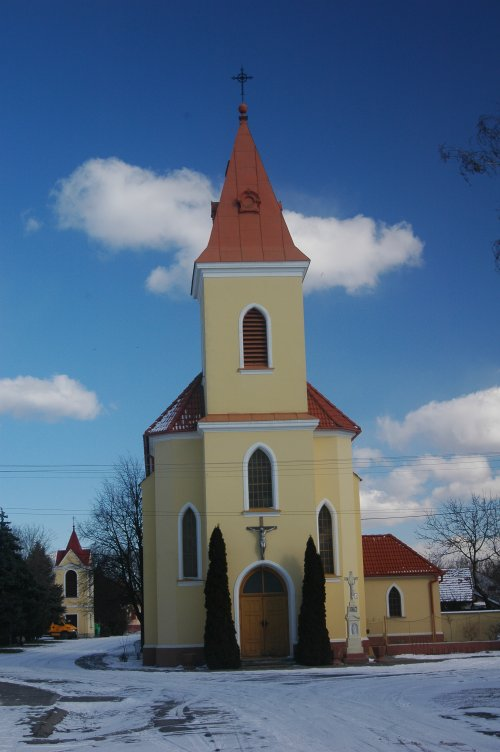
Kirche im Ort

Sie liegt in der Region Záhorie im Záhorie-Tiefland am Bach Výtržnica und an der March, gegenüber der tschechischen Stadt Hodonín und zwischen den slowakischen Städten Holíč (2 km) und Skalica (5 km).
Die erste schriftliche Erwähnung erfolgte 1392 und gehörte zum Herrschaftsgut von Holíč. Sehenswert sind die katholische Kirche aus dem Jahr 1910, ein Glockenturm und die Natursehenswürdigkeiten Kátovské rameno (Kátov-Arm) und Kátovské jazero (Kátov-See).

## Bevölkerung
| Jahr                | 1994 | 2004    | 2014    | 2024    |
| ------------------- | ---- | ------- | ------- | ------- |
| Anzahl der Personen | 538  | 574     | 613     | 624     |
| Unterschied         |      | +6,69 % | +6,79 % | +1,79 % |

| Jahr                | 2023 | 2024    |
| ------------------- | ---- | ------- |
| Anzahl der Personen | 615  | 624     |
| Unterschied         |      | +1,46 % |